# Ácido acetoláctico
Ácido α-acetoláctico (α-acetolactato) é um precursor na biossíntese dos aminoácidos de cadeia ramificada valina e leucina. Ácido α-acetoláctico é produzido de duas moléculas de ácido pirúvico por acetolactato sintase. 